# Allocosa finkei
Allocosa finkei là một loài nhện trong họ wolfspinnen (Lycosidae).
Loài này thuộc chi Allocosa. Allocosa finkei được Vernon Victor Hickman miêu tả năm 1944.